# Văglen
Văglen (bulgariska: Въглен) är ett distrikt i Bulgarien.   Det ligger i kommunen obsjtina Aksakovo och regionen Varna, i den östra delen av landet, 300 km öster om huvudstaden Sofia.